# 庫利什 (埃米利奇涅區)
50°47′47″N 27°50′5″E / 50.79639°N 27.83472°E
庫利什（烏克蘭語：Куліші），是烏克蘭北部的村莊，隸屬日托米爾州的茲維亞赫爾區。該村始建於1241年，面積3.698平方公里，2001年人口1,137，人口密度每平方公里307.46人。